# Oye mi amor
«Oye mi amor» es el primer sencillo sencillo  de Maná de su tercer álbum, ¿Dónde jugarán los niños? (1992). En la semana del 12 de febrero de 2000, la canción debutó y alcanzar en su punto más alto en el número 24 en los US Billboard Hot Latin Tracks. Se mantuvo  por un total de 6 semanas. Esta canción es una de las exitosas del álbum.
En 2019 la artista Alejandra Guzmán lanzó un cover de la agrupación y está incluido en su álbum en vivo Primera fila: La Guzmán, en el cual hizo varias giras por México y los Estados Unidos.

## Lista de canciones

### CD - Promo[7]
| Oye mi amor — Single |               |          |  |
| N.º                  | Título        | Duración |  |
| 1.                   | «Oye mi amor» | 4:32     |  |

## Posicionamiento en listas
| Lista (1993) | Mejor posición |
| ------------ | -------------- |
| México (UPI) | 5              |
| Perú (UPI)   | 6              |

| Lista (2000)                               | Mejor posición |
| ------------------------------------------ | -------------- |
| Estados Unidos (Billboard Latin Pop Songs) | 32             |

| Lista (2011)                                        | Mejor posición |
| --------------------------------------------------- | -------------- |
| Estados Unidos (Billboard Latin Digital Song Sales) | 26             |